# Histiotus macrotus
Histiotus macrotus és una espècie de ratpenat de la família dels vespertiliònids. Viu a l'Argentina, Bolívia i el Perú. Tot i que sol niar en mines, de tant en tant també se'l pot trobar en cases. Es tracta d'un animal insectívor. És una espècie en risc mínim, és a dir, no sembla que hi hagi cap amenaça significativa per a la seva supervivència. Tal com indica el seu nom específic (macrotus, 'orella gran'), es caracteritza per tenir unes orelles enormes, que sobrepassen el musell. Té el pelatge marró. Fa uns 12 cm i té una envergadura d'uns 29 cm. La cua està totalment inclosa en l'uropatagi.